# Trh v Malmantile (Bárta)
Trh v Malmantile (nebo Trh v Malmantile aneb Oklamaná marnivost) v italském originále Il mercato di Malmantile nebo Il mercato di Malmantile, o La vanità delusa) je komická opera (dramma giocoso per musica nebo opera buffa) o třech dějstvích českého skladatele Josefa Bárty na text, který ze stejnojmenného libreta Carla Goldoniho upravil zpěvák Francesco Bussani. Její premiéru uvedlo 26. ledna 1784 vídeňské dvorní divadlo (Burgtheater).

## Vznik, charakteristika a historie
Skladatel Josef Bárta začínal jako varhaník v Praze, ale roku 1769 odešel do Vídně a uvedl v tamější (italské) dvorní opeře svou první operu Ďáblice (1772). Když roku 1778 císař Josef II. nahradil italskou operu německým Národním singspielem, patřil Bárta mezi spoluzakladatele vídeňské podoby singspielu se svými díly Dobrá rada drahá (1778) a Šlechtic nádeníkem (1780). Jeho poslední scénické dílo vzniklo poté, co od počátku sezóny 1783/84 Josef II. – mimo jiné na popud Antonia Salieriho – obnovil provoz italské opery (vedle německého singspielu) ve Vídni. Bártova opera Trh v Malmantile se stala prvním nově objednaným dílem pro obnovenou italskou operu.

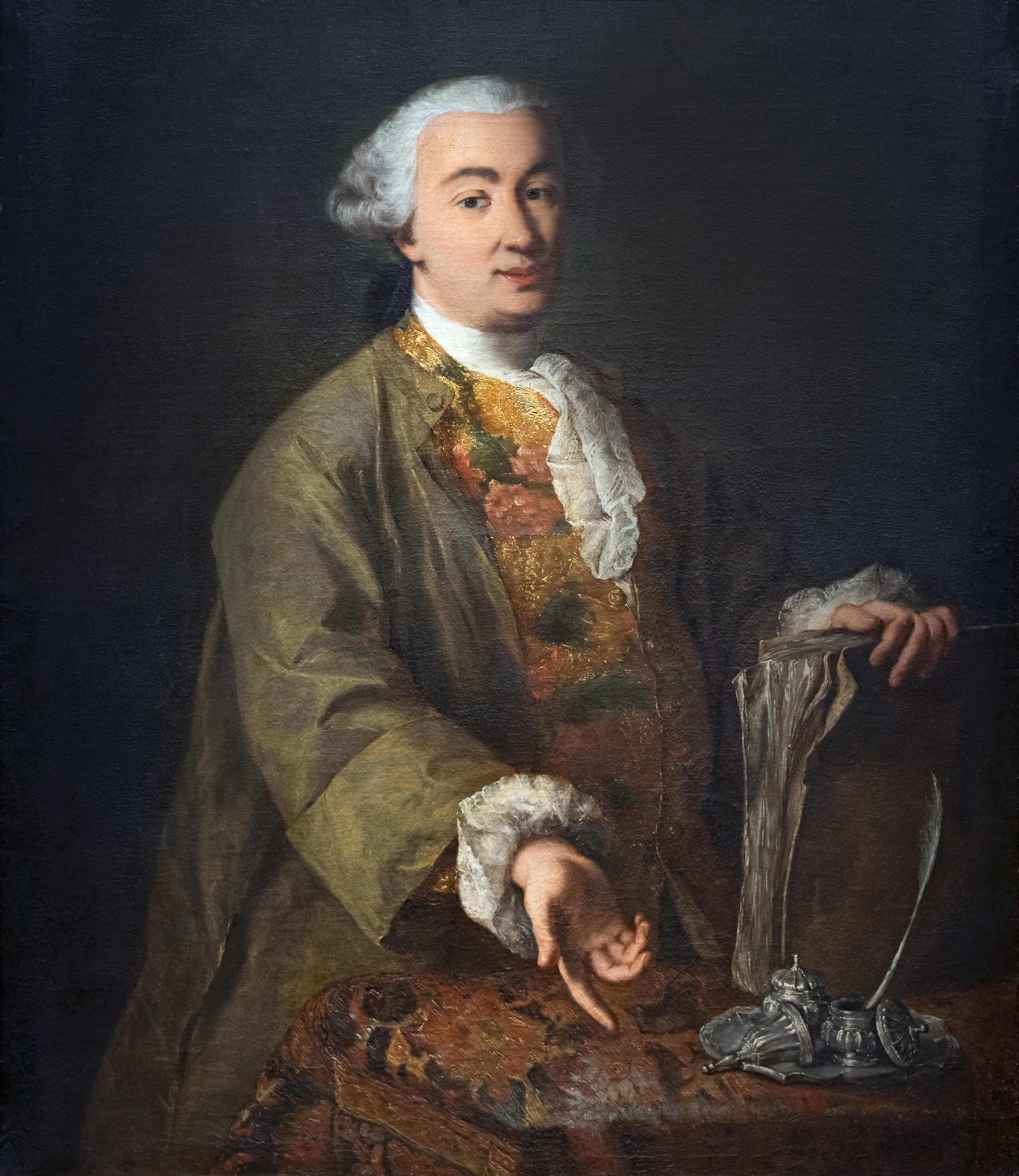
Dramatik Carlo Goldoni, obraz Alessandra Longhiho z doby kolem roku 1757

Libreto Carla Goldoniho (tehdy píšícího pod pseudonymem Polisseno Fegejo) vzniklo roku 1757. Ohledně jejího prvního zhudebnění existují nejasnosti, pravděpodobně ji měl původně napsat Giuseppe Scarlatti, nakonec však úspěšnou hudbu dodal Domenico Fischietti a jeho opera měla premiéru roku 1758 v Benátkách, hrála se roku 1760 v Praze a roku 1763 ji poznala i Vídeň. Týž Goldoniho námět byl rovněž základem pro opery buffy Petronia Lanziho Il mercato di Bazzano (Bologna 1759), Francesca Piticchia Il ciarlatano acusato (Řím 1777) a Antonia Pia Il guaritore (Mestre 1781). Roku 1784, tedy současně s Bártou, Trh v Malmantile zhudebnil také Domenico Cimarosa; jeho verze pod názvem La vanità delusa (Potrestaná marnivost) měla premiéru ve florentském Teatro della Pergola. Roku 1792 měla v milánské La Scale premiéru rovněž jiná verze, Il mercato di Monfregoso Niccoly Antonia Zingarelliho.
Goldoniho libreto pro Bártu upravil Francesco Bussani (1741 – po 1807), basista pocházející z Říma, který roku 1783 přišel z Benátek do vídeňského angažmá. Vedle zpěvu se ve vídeňském divadle prosadil jako organizátor výpravy a kostýmů, ale jeho snaha podílet se na správě divadla a ovlivňovat angažování a obsazování zpěváků – a to i ve prospěch své ženy Dorothey Bussaniové roz. Sardiové – byly ve výsledku neúspěšné a mimo jiné mu přinesly nenávist Lorenza da Ponta. Bussani se podílel na mnoha mozartovských premiérách – například dubloval Bartola a Antonia v prvním nastudování Figarovy svatby, zpíval komendátora a Masetta v první vídeňské inscenaci Dona Giovanniho a byl první don Alfonso v Così fan tutte – ale byl vždy ve stínu oblíbenějšího Francesca Benucciho.
Upravená verze opery Trh v Malmantile obsahovala 24 zpěvních čísel; libreto vydal roku 1784 ve Vídni Joseph šl. von Kurzbeck. Obsazení inscenace není známo; muzikologové se dohadují, že roli hraběte della Roccy zpíval Josef Valentin Adamberger, roli markýzy Giacinty Aloysia Langeová roz. Weberová (Mozartova švagrová) a buffo roli Berta zřejmě sám Francesco Bussani.
Bártův Trh v Malmantile neměl úspěch. Podle známého deníku diplomata hraběte Karla von Zinzendorfa byla hudba špatná a stejně tak i provedení. Odehrála se pouhá tři představení. Rovněž z císařských účtů vyplývá, že Bárta získal za svou operu vyplaceno pouhých 75 zlatých, zatímco standardní honorář za objednanou operu v italštině v té době byl 100 zlatých, s přídavkem v případě úspěchu.
Trh v Malmantile je poslední doloženou skladbou Josefa Bárty před jeho smrtí 13. června 1787. Hudba se dochovala v Rakouské národní knihovně a v knihovně konzervatoře ve Florencii.

## Postavy
- Hrabě della Rocca, právník
- Markýza Giacinta, vdova
- Lampridio, malmantilský guvernér
- Brigida, Lampridiova dcera
- Rubiccone, šarlatán
- Berto, pošetilý měšťan
- Lena, měšťanka
- Cecchina, měšťanka
- Měšťané a měšťanky, trhovci a trhovkyně, služebnictvo[13]

## Děj opery

Městečko Malmantile

Odehrává se v toskánském městečku Malmantile.

### 1. dějství
(1. obraz – Náměstí s trhem v Malmantile) Na trhu v Malmantile je rušno, prodejci se předhánějí v nabídkách; mezi nimi Lena, Cecchina a Berto. O pozornost místních soupeří rovněž šarlatán Rubiccone nabízející své všeléky (introdukce Che bella festa, che bel mercato!). Lampridio, guvernér městečka, trh hrdě ukazuje krajskému soudci hraběti della Rocca. Ten ho chválí, avšak více se zajímá o Lampridiovu krásnou dceru Brigidu. Brigida se chopí příležitosti a provází hraběte, zatímco její otec je fascinován Rubicconem. Ten se na něj ihned zaměří a vychvaluje mu své lékařské schopnosti známé po celém Toskánsku, dokonce mu ukazuje svá falešná osvědčení (árie Noi sottoscritti facciamo fede).
Lampridio ho zve k sobě do domu, aby ho seznámil se svou vysoce vzdělanou dcerou. On sám se zakoukal do trhovkyně Leny a kupuje od ní slepici jen proto, aby mu ji Lena musela donést domů. Berto z jedné strany a Cecchina z druhé mu také vnucují své zboží (tercet Se vuole un bel cappone). Guvernér se jich snaží zbavit a nakonec utíká (árie Bella Lenina). Berto a Cechina zklamaně obracejí svou žárlivost na Lenu naznačujíce, že za jejími obchodními úspěchy stojí mravní poklesky, a Lena srdnatě, ač ne příliš přesvědčivě hájí svou počestnost (árie Son chi son, mi maraviglio) a zhrzeně odchází. Berto a Cecchina si vyměňují klepy o Leniných avantýrách (árie Berta Io l'ho veduta con più di cento). Cecchina ostatně Leně mužskou pozornost spíše závidí než zazlívá; bohdá ona sama také najde někoho, kdo by si ji vzal (árie Se nessuno ora non c'è).

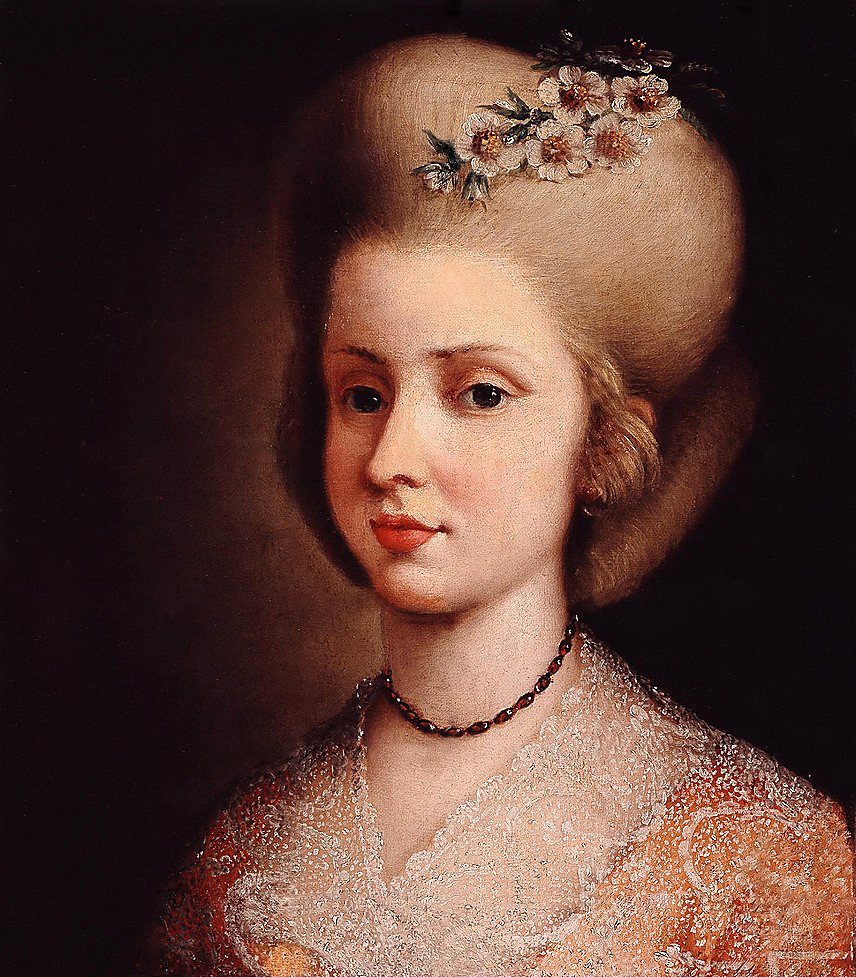
Aloysia Langeová, předpokládaná představitelka markýzy Giacinty, obraz připisovaný Johannu Baptistovi von Lampimu

(2. obraz – Pokoj v Lampridiově domě) Brigida se důmyslně a s falešnou skromností a upejpavostí snaží okouzlit hraběte. Ten na její otázku odpovídá, že není ženat, má však nějaké závazky k jisté bohaté a urozené vdově, kterou však Brigida svou krásou jasně předčí (árie Il seren di quelle ciglia). Brigida se v rozhovoru s otcem raduje, že je do ní hrabě zamilován; touží se totiž provdat do šlechtického stavu, stát se velkou dámou a opustit městečko.
Přichází markýza Giacinta di Bel Poggio a chce přednést jistou záležitost zdejšímu guvernérovi; ten ji však, stejně jako všechny záležitosti městské správy, nechává v rukou své chytré dcery. Markýza si začne stěžovat na věrolomného hraběte della Roccu, ale Brigida ji nenechá domluvit: hrabě dal své srdce jí a markýza se s tím má smířit (árie Marchesina vedovella). Uražená vdova Lampridiovi naznačuje, že se jeho dcera pomátla na rozumu, čímž ho rozčílí. Markýza z otce ani dcery nemá strach, ale jestli je pravda, co říkali, hodlá se hraběti pomstít (árie Non vi è costanza al mondo).
Lampridio pak představuje Brigidě vzácného lékaře Rubicconeho, který ji dvorně zdraví (árie Mia signora, a voi m'inchino). Na otcovo ponoukání předvádí Brigida své znalosti medicíny. Rubiccone Lampridiovi blahopřeje k tak krásné a moudré dceři – takové vzdělání se u ženy hned tak nevidí – a přesvědčuje oba o své urozenosti a bohatství. Dorazí Lena se slepicí; Brigida se chce prosté trhovkyně rychle zbavit a Rubiccone jí přizvukuje, zato Lampridio se snaží Lenu přesvědčit, aby se zdržela. Navíc Leně v patách dorazil i Berto a všem vnucuje svá čerstvá vejce; vše končí v hádce a chaosu (finále Si conosce, si vede, si sa … Se si ricercano … La gallina gli vengo a portar).

### 2. dějství
(1. obraz – Zahrada u Lampridiova domu) Markýza dohnala hraběte, který jí přísahá, že nesliboval své srdce žádné jiné, a ujišťuje ji o své věrnosti (árie Non temete, mio dolce tesoro). Markýza si o tom myslí své, ale přijímá jeho ujištění a obrací svou pomstu proti své sokyni i jejímu otci: pomocí svého vlivu zařídí, aby byl Lampridio sesazen z funkce guvernéra v Malmantile (árie Saprò l'altero orgoglio).
Lena prodala slepici, ale hledá ženicha; Berto prodal vejce, ale hledá nevěstu (árie Ho venduto la gallina / Ho vendute tutte l'ova). Dají se do řeči a nakonec Berto požádá Lenu o ruku. Ta je potěšena, požádá ho však o čas na rozmyšlenou. Berto si je její odpovědí jist a raduje se (árie La mia sposita – Lenina sarà). Zato Lena chce ještě vyzkoušet, zda by se nenašel bohatší ženich. A skutečně, přitočí se k ní Lampridio a nabízí jí sňatek, jen co se Brigida provdá za hraběte. Leně se vyhlídka na titul guvernérky a příslušné bohatství zamlouvají; takové žádosti ráda vyhoví (árie Coll'abito da sposa). Lampridio se rovněž raduje, že dívka, do které se zahleděl hned po příchodu do Malmantile, bude jeho. Očekává sice odpor od své dcery a výsměch městečka, že si bere prostou trhovkyni, ale jeho srdce velí, jak velí (árie Pensieri a capitolo).
Brigida a Rubiccone si zatím vyměňují lichotky (duet Vada innanzi, favorisca). Rubiccone slečnu přesvědčuje, že je mnohem urozenější a bohatší než hrabě della Rocca a že medicínu provozuje jen z dobročinnosti. Přeruší je Cecchina, která Rubicconeho obviňuje ze šarlatánství; prodal jí jakési svinstvo jako prášek na čištění zubů, Bero přináší podobné stížnosti. Brigida Rubicconeho hájí, oba uráží a stěžuje si na nestoudnost lůzy (árie Insolente! Mi vien male). Když odejde, hádají se Rubicone s Bertem, ale vzápětí je obklopí další Malmantilané včetně Leny a chtějí po šarlatánovi peníze zpět. Rubiccone prosí Lenu, Berta a všechny ostatní o poshovění a doufá, že mu tato příhoda nenaruší šance u Brigidy (árie Se siete bella, siate buonina). Lena při té příležitosti sděluje Bertovi, že si našla lepší partii, a Berto ji chce žalovat. Vzhledem k tomu, že o sporu bude rozhodovat guvernér, nedává mu Cecchina valnou šanci; lidé věří vždy raději vysoko postavenému hlupákovi než prostému trhovci (árie Ciarlatani van girando).
(2. obraz – Místnost v Lampridiově domě) K Lampridiovi přichází jménem Malmantilanů jakožto městský syndik Berto se stížnosti na Rubicconeho a žádá guvernéra, aby Rubiconnemu nařídil vrátit všem peníze. Rubiccone se hájí a Lampridio ničemu nerozumí, proto vyhlašuje, že rozhodne jen s pomocí své moudré dcery. Brigida přesvědčuje otce o domnělých Rubicconeových přednostech. Berto přivádí všechny svědky z městečka a ve zmateném procesu obviňuje jednak Rubicconeho z podvodu a šarlatánství, jednak Lenu z nedodržení manželského slibu. Jenže Lampridio odsuzuje do šatlavy Berta a křivé obvinění v obou případech. Brigida a Rubiccone provolávají slávu guvernérovi (finále Quel signor che qui vedete … Io son qui coi testimoni … Con licenza, mio signore … Quei mentitori).

### 3. dějství

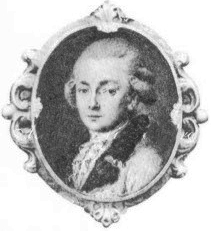
Josef Valentin Adamberger, předpokládaný představitel hraběte della Roccy, rytina z doby kolem roku 1784

(Síň) Lena se škorpí s Bertem: po nezdařené žalobě si ho tím spíše nevezme a vypráví mu, jakou bude vznešenou dámou (árie Tu verrai dinanzi a me). Nasupeného Berta vyhledá markýza a pověří ho tím, aby jako městský syndik odevzdal Lampridiovi v přítomnosti dvou svědků listinu o jeho odvolání. Berto nadšeně odbíhá úkol vyplnit a i markýza si mne ruce (árie Venga l'ingrato). Lena zatím, rozrušena rozhovorem s Bertem, nutí Lampridia popisovat, jak honosnou svatbu jim vystrojí (árie Si ha da ballare, si ha da cantar).
Hrabě se přichází rozloučit s Brigidou a tvrdí jí, že jí nikdy sňatek nesliboval. Brigida mu laje (árie Perfida belva ircana); hrabě se ji snaží ukonejšit (árie No vi sdegnate). Poté Brigida běží za Rubicconem a slibuje mu lásku; hraběte prý odmítla, protože není tak urozený. Lampridio jim přináší zdrcující zprávu: byl propuštěn z funkce guvernéra v Malmantile. Rubiccone přiznává, že jediné jeho bohatství jsou jeho lektvary a prášky; ale jestli chtějí, ať jdou Lampridio a Brigida potulkou s ním. Brigida chvilku váhá, ale uvědomuje si, že Rubiccona skutečně miluje, a jeho nabídku přijímá – za posměšných komentářů podnapilého Berta (tercet Se voi mi amate).
Markýza se definitivně usmiřuje s hrabětem, Lena vezme zavděk Bertem a Lampridio nakonec markýze děkuje, že ho zbavila nemilovaného úřadu, a těší se na kariéru šarlatána. Protože, jak se shodují obyvatelé městečka, svět je podvodníků a šarlatánů plný a daří se jim alespoň tak dobře, jako na malmantilském trhu (sbor Vi son nel mondo).